# Edoardo Cacciatore
Edoardo Cacciatore (Palermo, 1912 – Roma, settembre 1996) è stato un poeta e saggista italiano.

## Biografia
Nato a Palermo da genitori agrigentini, sin dalla prima infanzia Cacciatore si trasferì a Roma dove visse fino alla morte.
Ha sempre condotto una ricerca solitaria: cominciò la sua attività letteraria come saggista, ma negli anni '50 si rivelò come poeta pubblicando le sue prime poesie (dal titolo Graduali, poi raccolte e nuovamente edite nel 1986) sulla rivista Botteghe Oscure diretta da Giorgio Bassani e patrocinata da Marguerite Caetani. La poesia di Cacciatore si può ricondurre alla forma chiusa: «Nell'accezione di Cacciatore, l'espressione forma chiusa si riferisce a un sistema basato su rigorose regole interne; in tal senso si potrebbe affermare che l'autore faccia uso in tutti i suoi testi esclusivamente di forme chiuse».  «Cacciatore, manierista, neoretorico, gnomico, è autore di una poesia che costituisce una sorta di hapax nel nostro Novecento. È una poesia che non guarda tanto ai modelli italiani coevi o della tradizione in cui ha le proprie radici la letteratura del secolo appena trascorso. Piuttosto si rivolge ai grandi testimoni della crisi - espressiva e conoscitiva - ..., Eliot o Benn, e intende riformulare le forme metriche chiuse, in una grande varietà di misure e di accenti, verso l'esempio del sonetto elisabettiano, che suggestionò anche Eliot per la duttilità di un metro capace di consentire la mescolanza sui generis di passione e di pensiero, di sentimento e di raziocinio, come scrisse Mario Praz. Cacciatore soffre, nella storia della poesia contemporanea, proprio di questa singolarità, della propria radicale estraneità ai modelli dominanti del secondo dopoguerra».

## Dichiarazione di poetica
(Edoardo Cacciatore: la rivoluzione poetica del Novecento, a cura di Quaderni di critica, Lithos, Roma, 1997)
(Cacciatore E., Contrattempo accademico. Intorno alla poesia e all'uomo moderno, in Lo specchio e la trottola, Firenze, Vallecchi, 1960)
(Cacciatore E., Contrattempo accademico. Intorno alla poesia e all'uomo moderno, in Lo specchio e la trottola, Firenze, Vallecchi, 1960)
(Cacciatore E., Contrattempo accademico. Intorno alla poesia e all'uomo moderno, in Lo specchio e la trottola, Firenze, Vallecchi, 1960)